# Simó György (újságíró)
Simó (Korlátlan) György (Budapest, 1967. március 14. –) magyar újságíró, szociológus, médiamenedzser.

## Életpályája
1991-től a Tilos Rádió műsorvezetője és kuratóriumának elnöke. 1992–1994 között New York-ban az Új Társadalomtudományi Főiskola (New School for Social Research) szociológia szakos hallgatója volt. 1992–1996 között a Magyar Narancs című hetilap munkatársaként dolgozott. 1996–1998 között betöltötte az Európai Rádiók Közösségének alelnöki tisztségét. 1997-ben a Filmvilág című folyóiratot szerkesztette. 1997-ben végzett az Eötvös Loránd Tudományegyetem Bölcsészettudományi Kar történelem-szociológia szakán. 1997–1998-ban a Matáv Rt. tartalomprojektjének külső szakértője volt. 1999–2000 között a Matávnet (Axelero Internet, T-Online) Kft. (majd Rt.) programigazgatója, 2000–2003 között vezérigazgató-helyettese volt, 2003-tól vezérigazgatója. 2006–2009 között a Magyar Telekom Rt. vezérigazgató-helyettese, a vezetékes szolgáltatási üzletág vezetője volt. 2008–2009-ben az Új Üzleti Területek és Üzletfejlesztési Üzletág vezetője volt. 2009-ben megalapította saját társaságát, a Bazin Investment Kft.-t. 2010-ben a Vodafone üzletfejlesztési részlegének vezetője lett. 2012-ben többekkel együtt megalapította a Freedee Nyomdai Szolgáltató Művek Kft-t. 2013-ban Bajnai Gordon alkalmazta tanácsadójaként. 2014-ben a Leonar3Do vezetője volt. 2014–2017 között a PortfoLion Kockázat Tőkealap-kezelő Zrt. partnere volt. 2023-ban létrehozta az Eidolon Alapítványt.

## Díjai, elismerései
- A Magyar Érdemrend lovagkeresztje (2008)[4]